# Kreishaus (Bonn)

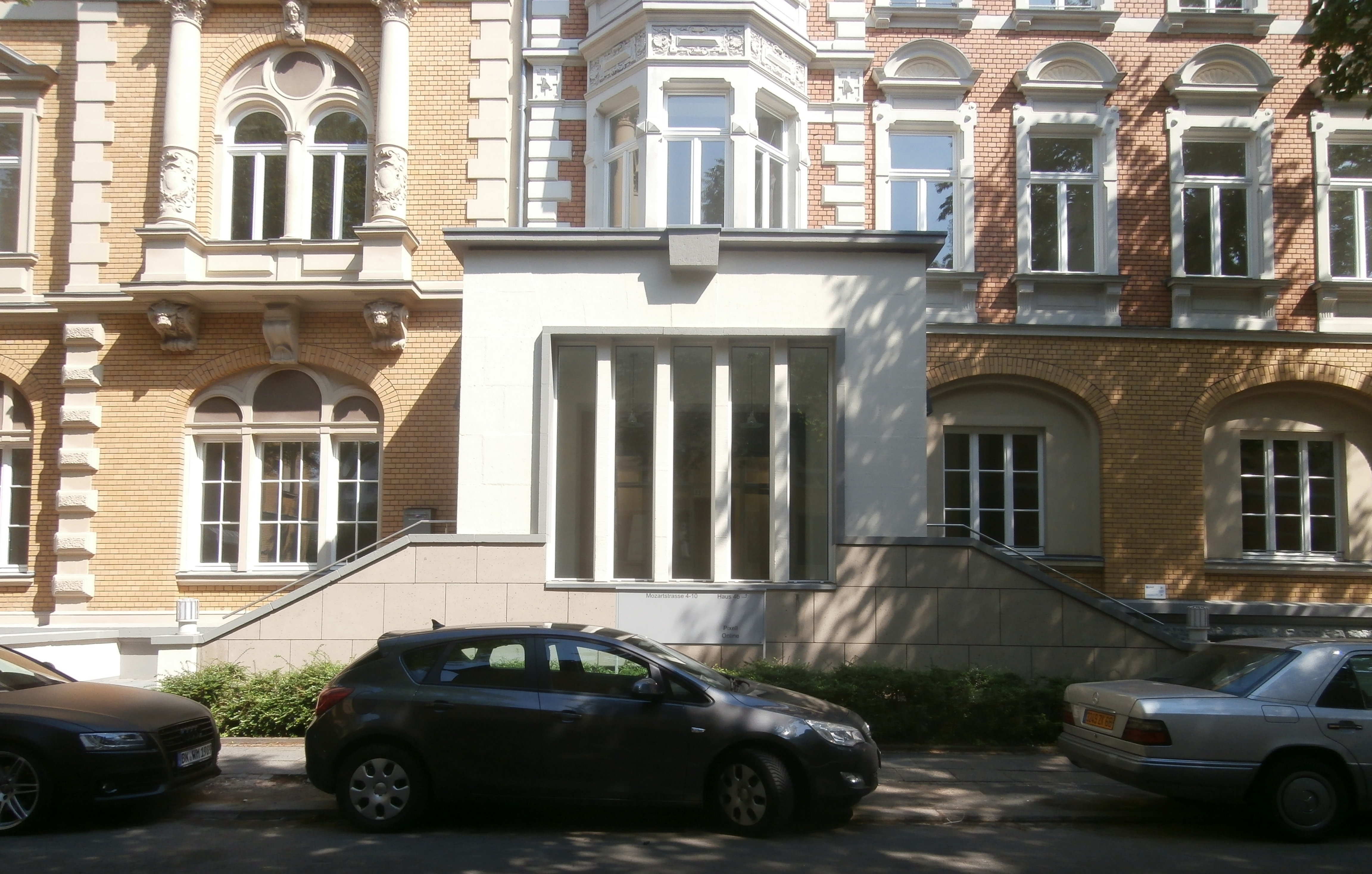
Ehemaliges Kreishaus, Mozartstraße 4–10, Eingang (2014)

Das Kreishaus (ursprünglich Landratsamt) des Landkreises Bonn befand sich von 1892 bis zur Auflösung des Kreises im Jahre 1969 im Bonner Ortsteil Weststadt. Dort war es nach Fertigstellung eines Neubaus von 1892 bis 1957 an der Ecke Mozartstraße/Gluckstraße beheimatet, anschließend bei andauernder Nutzung des bisherigen Standorts in einem erneuten Neubau des Kreishauses an der Ecke Bachstraße/Wittelsbacher Ring. Das Gebäude in der Mozartstraße besteht aus vier ursprünglich eigenständigen Häusern (Mozartstraße 4–10), die als Baudenkmal unter Denkmalschutz stehen.

## Geschichte

### Vorherige Landratsämter
Nach Bildung des Kreises Bonn im Jahre 1816 residierte der erste Landrat (Anton Maria Karl von Belderbusch) zunächst im Kurfürstlichen Schloss. Als dort im Jahre 1818 die neugegründete Universität ihren Sitz nahm, wurde das Büro des Landrats in das städtische Rathaus am Markt verlegt. Von 1836 bis 1854 war das seinerzeit „Officium“ genannte Landratsamt im sogenannten „Kleinhöfchen“ (Am Hof 32/Ecke Martinsplatz) ansässig. Nach einer erneuten Verlegung befand es sich bis 1858 in dem Haus Wilhelmstraße 1. Unter dem Landrat Karl von Sandt (1854–1888) war das Landratsamt ab 1859 in dessen eigenem Haus am damaligen Südrand der Stadt (Coblenzer Straße 24) beheimatet. An diesem Standort verblieb es zunächst auch noch nach Ende der Amtszeit Karl von Sandts unter seinem Sohn und Amtsnachfolger Max von Sandt (1888–1903).:20 Bonn blieb auch nach seiner Ausgliederung aus dem Kreis Bonn (nunmehr Landkreis Bonn) im Jahre 1887 Kreisstadt.

### Kreishaus in der Weststadt
Von 1889 bis 1892 entstand auf dem Grundstück Mozartstraße 10 ein Neubau des Landratsamts bei Kosten von 130.000 Mark. 1899 erwarb der Landkreis das benachbarte Gebäude Mozartstraße 8, im Jahr darauf das Gebäude Mozartstraße 6 und bezog diese in das Landratsamt ein. 1928 kaufte der Landkreis in unmittelbarer Nähe ein 4.520 m² umfassendes und bereits bebautes Grundstück (Bachstraße 36), um dort eine Unterkunft für das Kreiswohlfahrtsamt einschließlich der „ärztlichen Abteilung“ einzurichten, sowie das 2.008 m² große Grundstück Bachstraße 32 für die landwirtschaftliche Winterschule. Am Standort Bachstraße 36 waren später neben dem Wohlfahrtsamt auch das Gesundheitsamt (spätestens 1930) und das Jugendamt beheimatet.
Am 28. Dezember 1944 wurde das Kreishaus in der Mozartstraße bei einem Bombenangriff im alliierten Luftkrieg stark beschädigt. Demselben Bombenangriff fiel das Verwaltungsgebäude Bachstraße 36 vollständig zum Opfer. Die Kreisverwaltung musste daher verlegt werden und nahm ihren Sitz vorübergehend in Bad Godesberg. Im März 1945 befahl die amerikanische Militärregierung, sie wieder nach Bonn zurückzuverlegen. Aufgrund der Kriegsbeschädigungen war zunächst nur ein Teil der Räumlichkeiten im bisherigen Kreishaus nutzbar, sodass ein Großteil der Verwaltung im Haus der Bergbau-Berufs-Genossenschaft in der Bonner Südstadt (Schumannstraße 8) untergebracht wurde. Die Instandsetzung des Kreishauses an der Mozartstraße erfolgte in den Jahren 1946 und 1947. 1948 zog auch das Gesundheitsamt von Bad Godesberg an diesen Standort um, wo es im Haus Mozartstraße 4 untergebracht wurde.:20

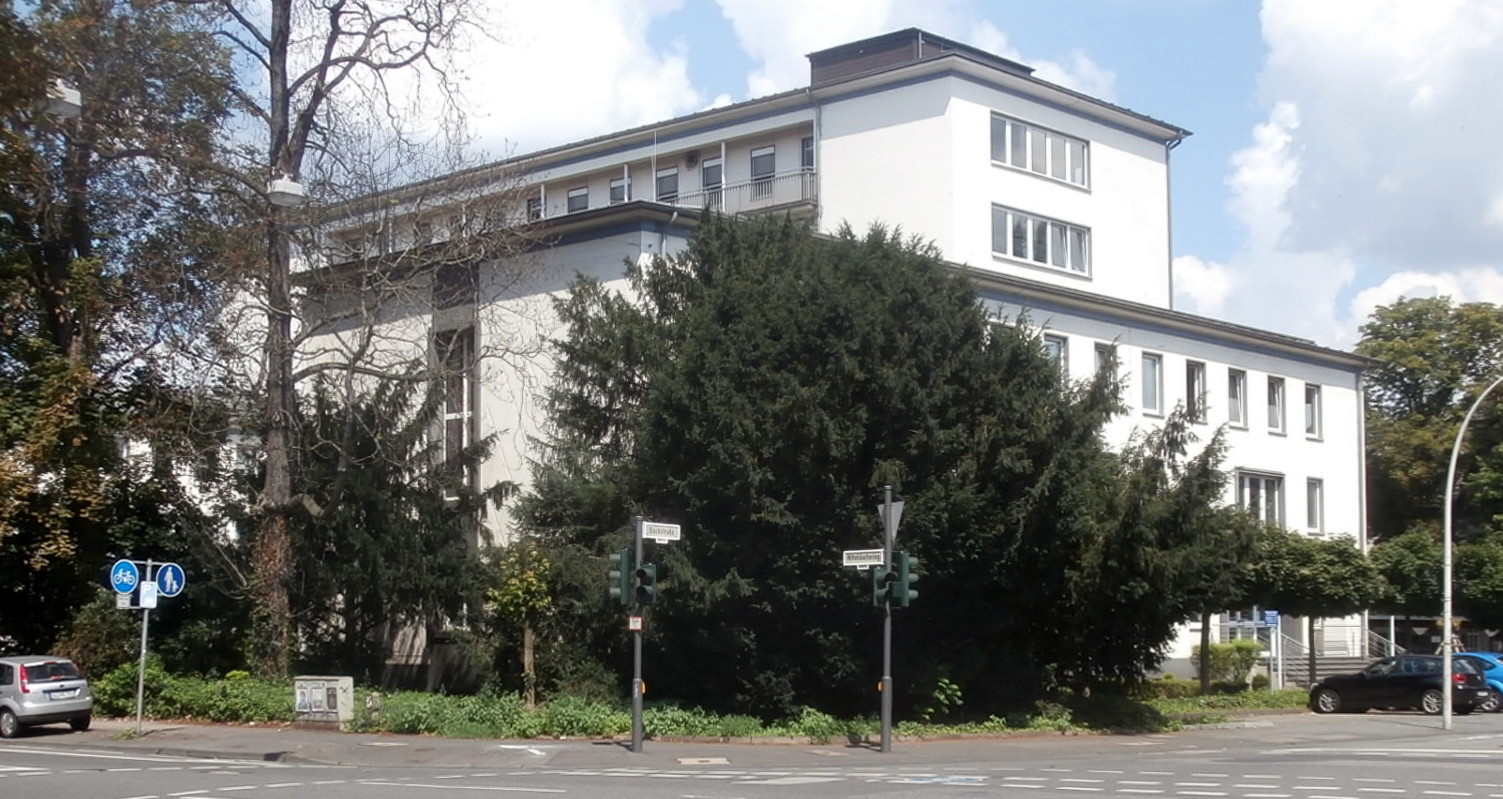
Neues Kreishaus, Bachstraße 36/Wittelsbacherring 16 (2014)

Aufgrund einer durch die zunehmende Kommunalisierung staatlicher Aufgaben bedingten Vergrößerung der Kreisverwaltung reichten die Büroräume im bisherigen Verwaltungsgebäude nicht mehr aus. Daher beabsichtigte der Landkreis, ein neues Kreishaus zu errichten, und erwarb zu diesem Zweck Grundstücke an der nahegelegenen Ecke Bachstraße/Wittelsbacher Ring. 1953 konnte mit den Planungen für den Neubau und Anfang 1955 mit dem ersten Bauabschnitt begonnen werden, der nach einem Entwurf des Kreisbaumeisters Wittmann entstand und Kosten von 1,9 Millionen D-Mark in Anspruch nahm. Im März 1957:25 war der Neubau bezugsfertig, die Einweihung erfolgte am 25. September 1957. Er nahm nach seiner Fertigstellung zunächst nur das Gesundheitsamt, das Ordnungsamt und das Schulamt auf. 1963 wurde das Kreishaus im zweiten Bauabschnitt auf dem Grundstück Bachstraße 36 durch Aufstockung und Erweiterung um eine Bürofläche von 1.200 m² vergrößert und konnte weitere Behörden aufnehmen.:22 Das neue Kreishaus bestand aus drei versetzt zueinander angeordneten, flachgedeckten Gebäudekomplexen mit einem dominierenden 6-geschossigen Hochhaus sowie beidseitig angeschlossenen 3-geschossigen Gebäudeteilen und beinhaltete 130 Büroräume. Die Ausstattung war im Äußeren mit Ziegelsteinwänden und einem Natursteinsockel aus Basalt sowie im Inneren mit einer Wandvertäfelung, Eichenholzparkettboden (im großen Sitzungssaal) und modernen technischen Anlagen für die Bauzeit vergleichsweise aufwendig. Nach der Auflösung des Landkreises Bonn im Zuge der kommunalen Neugliederung des Raums Bonn am 1. August 1969 diente die Liegenschaft in der Bachstraße noch bis Juni 1983 als Nebenstelle der Kreisverwaltung des neuen Rhein-Sieg-Kreises in Siegburg, wurde 1985 verkauft und ist heute Sitz des Finanzamts Bonn-Außenstadt. Das vormalige Kreishaus an der Mozartstraße wurde aufgegeben und vom Landkreis verkauft. Es unterlag in der folgenden Zeit als Bürogebäude wechselnden Nutzungen, darunter Mitte der 1990er-Jahre als Konsularabteilung der Botschaft der Slowakischen Republik. Seit Frühjahr 2015 ist es Sitz der IVG Immobilien AG.